# 벨러 2세

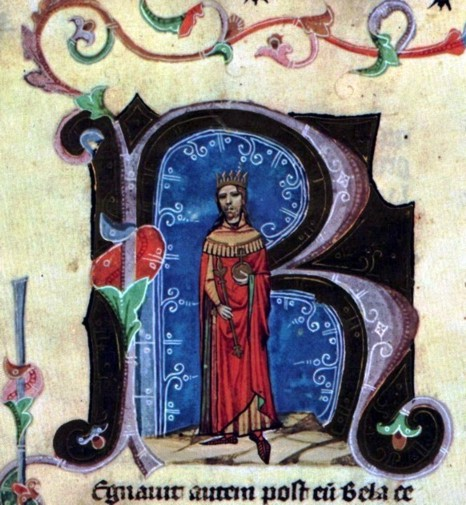
14세기에 제작된 벨러 2세의 세밀화

벨러 2세(헝가리어: II. Béla, 슬로바키아어: Belo II. 벨로 2세, 크로아티아어: Bela II. 벨라 2세, 1109년경 ~ 1141년 2월 13일)는 헝가리와 크로아티아의 국왕(재위: 1131년 ~ 1141년)이다. 아르파드 왕조 출신이며 맹인왕 벨러(헝가리어: Vak Béla 버크 벨러[*], 슬로바키아어: Belo Slepý 벨로 슬레피, 크로아티아어: Bela Slijepi 벨라 슬리예피)라는 별칭으로 부르기도 한다.

## 생애
칼만의 동생인 알모시(Álmos) 공작과 그의 아내인 키예프 대공국의 프레드슬라바(Predslava) 사이에서 태어났다. 1115년경에는 헝가리의 왕위를 노리고 있던 알모시가 무장 반란을 일으켰지만 칼만에 의해 진압되었다. 칼만은 알모시와 그의 아들인 벨러의 두 눈을 멀게 만들었고 알모시와 벨러를 되뫼시(Dömös) 수도원에 감금시켰다.
알모시는 1125년경에 수도원을 떠나 비잔티움 제국의 콘스탄티노폴리스로 망명했지만 알모시의 아들인 벨러는 아버지를 따라가지 않았다. 벨러는 페치바러드(Pécsvárad) 수도원에 정착했고 벨러의 아버지인 알모시는 1127년 9월 1일에 망명지에서 사망했다. 1131년 이슈트반 2세의 뒤를 이어 헝가리의 국왕으로 즉위했다.
1131년 어러드(Arad, 현재의 루마니아 아라드)에서 열린 회의에서 벨러 2세를 지지하던 세력들은 벨러 2세를 맹인으로 만든 사건에 관련된 사람들을 숙청시켰다. 헝가리의 국왕으로 있던 동안에는 신성 로마 제국, 보헤미아, 폴란드와의 적대 관계를 종식시켰다. 또한 신성 로마 제국의 황제였던 로타르 3세에게 폴란드의 볼레스와프 2세 국왕이 헝가리의 왕위 요구자였던 보리스(Borisz)의 후견인 역할을 하지 못하도록 했다.